# Serai

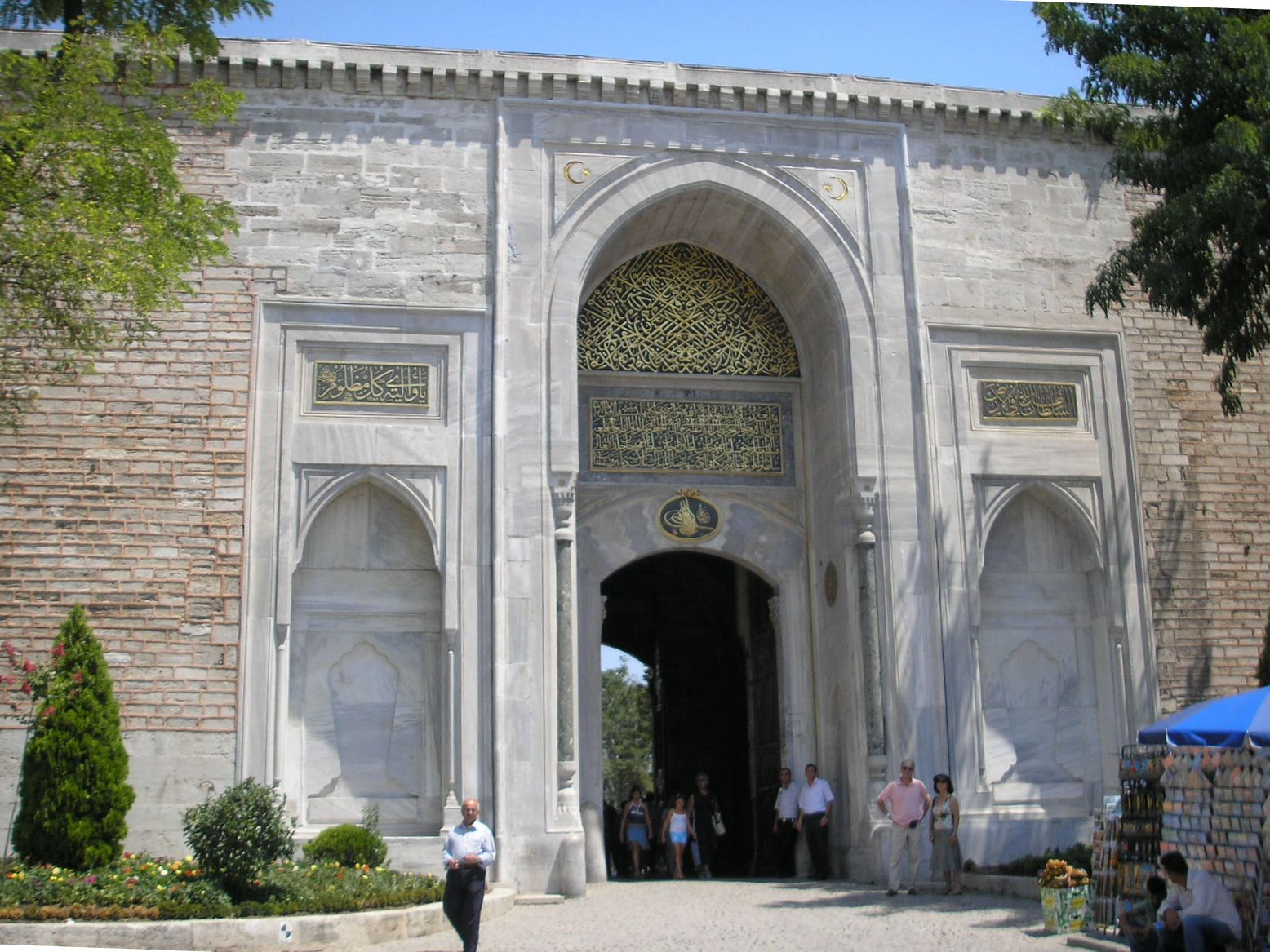
Poarta unui serai, Palatul Topkapı, Istanbul

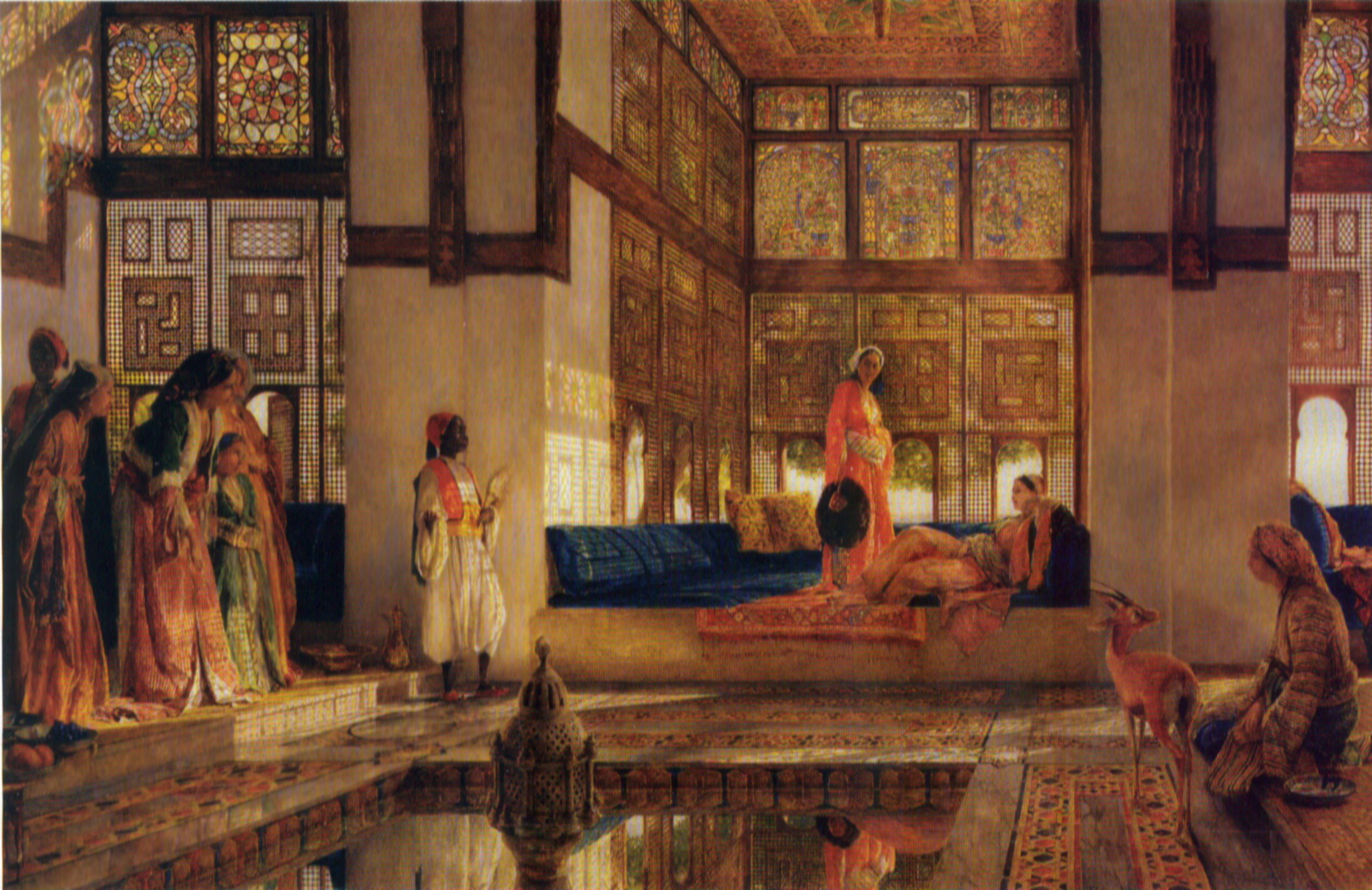
O ilustrare a sălilor de femei într-un serai, de John Frederick Lewis

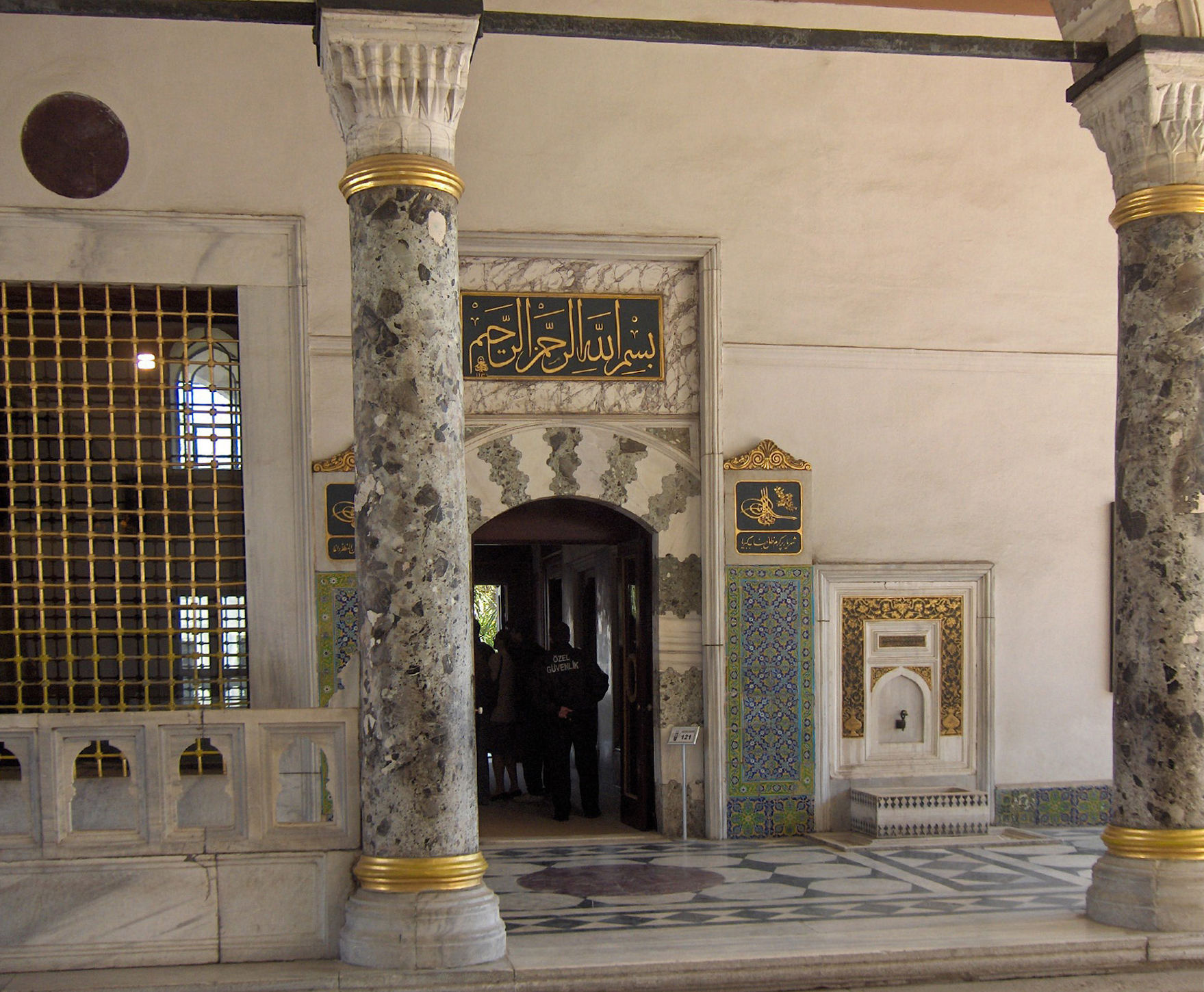
Intrarea principală într-o sală într-un serai

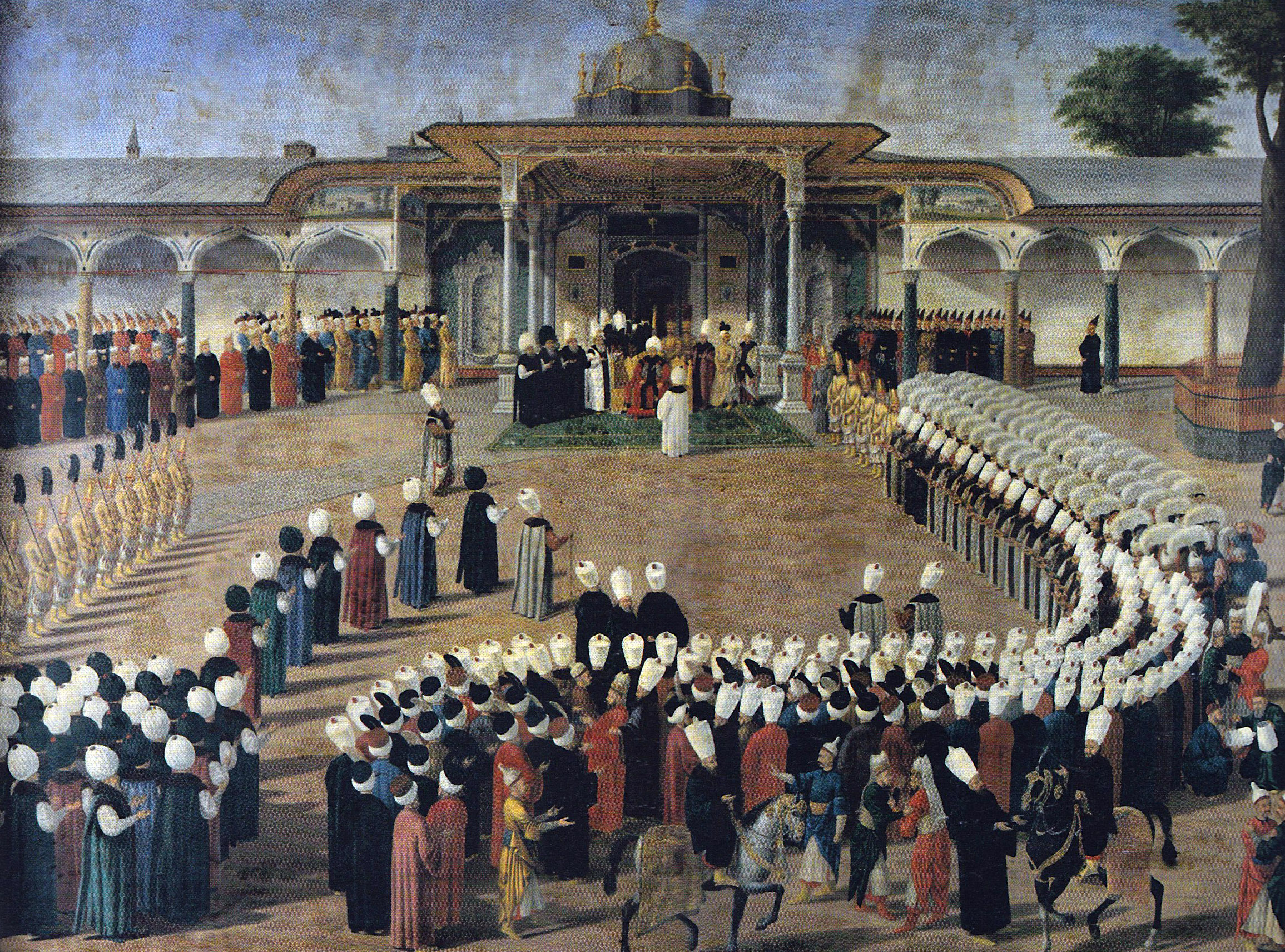
Sultan Selim al III-lea care ține o audiență în fața Poarta Felicității, de Konstantin Kapıdağlı, Palatul Topkapî, Istanbul

Un serai sau sarāy este palatul Sultanului sau al marilor demnitari musulmani destinat cadânelor. Termenul harem este un termen generic pentru spațiile interne rezervate femeilor dintr-o familie musulmană, care se poate referi și la femeile însele. Haremul imperial otoman a fost cunoscut în turca otomană ca Harem-i Hümâyûn.

## Legături externe
- Allaboutturkey.com